# Tápiószentmárton
Tápiószentmárton je vas na Madžarskem, ki upravno spada pod podregijo Nagykátai Županije Pešta.